# Винишће
Винишће је насељено место у саставу општине Марина, Сплитско-далматинска жупанија, Република Хрватска.

## Историја
До територијалне реорганизације у Хрватској налазило се у саставу старе општине Трогир.

## Становништво
На попису становништва 2011. године, Винишће је имало 774 становника.
| Број становника по пописима | Број становника по пописима | Број становника по пописима | Број становника по пописима | Број становника по пописима | Број становника по пописима | Број становника по пописима | Број становника по пописима | Број становника по пописима | Број становника по пописима | Број становника по пописима | Број становника по пописима | Број становника по пописима | Број становника по пописима | Број становника по пописима | Број становника по пописима |
| --------------------------- | --------------------------- | --------------------------- | --------------------------- | --------------------------- | --------------------------- | --------------------------- | --------------------------- | --------------------------- | --------------------------- | --------------------------- | --------------------------- | --------------------------- | --------------------------- | --------------------------- | --------------------------- |
| 1857                        | 1869                        | 1880                        | 1890                        | 1900                        | 1910                        | 1921                        | 1931                        | 1948                        | 1953                        | 1961                        | 1971                        | 1981                        | 1991                        | 2001                        | 2011                        |
| 1.000                       | 0                           | 728                         | 869                         | 989                         | 978                         | 1.034                       | 1.320                       | 1.403                       | 1.386                       | 1.338                       | 1.092                       | 871                         | 765                         | 847                         | 774                         |

Напомена: У 1869. подаци су садржани у насељу Дрвеник Велики (град Трогир). У 1991. смањено издвајањем дела подручја које је припојено насељу Севид. За издвојени део садржи податке до 1981. У 1857. и 1931. садржи податке за бивше насеље Винишће-бискупија, а у 1931. за бивше насеље Винишће-опатија.

### Попис1991.
На попису становништва 1991. године, насељено место Винишће је имало 765 становника, следећег националног састава:
| Попис 1991.‍  | Попис 1991.‍  | Попис 1991.‍ | Попис 1991.‍ | Попис 1991.‍ |
| ------------ | ------------ | ----------- | ----------- | ----------- |
|              |              |             |             |             |
| Хрвати       | Хрвати       |             | 733         | 95,81%      |
| Југословени  | Југословени  |             | 9           | 1,17%       |
| Срби         | Срби         |             | 2           | 0,26%       |
| Мађари       | Мађари       |             | 1           | 0,13%       |
| Муслимани    | Муслимани    |             | 1           | 0,13%       |
| Немци        | Немци        |             | 1           | 0,13%       |
| неопредељени | неопредељени |             | 5           | 0,65%       |
| регион. опр. | регион. опр. |             | 9           | 1,17%       |
| непознато    | непознато    |             | 4           | 0,52%       |
| укупно: 765  |              |             |             |             |